# アントリム県
アントリム県（英: County Antrim、アイルランド語: Contae Ard Mhacha、スコットランド語: Coontie Airmagh）はイギリスの北アイルランドにあるアルスター地方の県。県都とはなっていないがベルファストが最大の都市で、アントリム県のほとんどがベルファスト都市圏になっている。

## 地理
アントリム県のほとんどは丘陵地帯にあり、特に東部で顕著である。内陸部では段階的な傾斜が形成されているが、北部の海岸部では垂直に近い傾斜（崖）が形成されている。この崖が美しい海岸風景を作り出している。世界遺産のジャイアンツ・コーズウェイがある。
アイルランド島最大の湖、ネイ湖に面している。県内の大きな河川としてバン川、ラガン川（ベルファスト湾に注ぐ）があげられる。

### 主な都市
ほぼ全域がベルファスト都市圏（579,276人）に属しているため、ベルファストへの一極集中が起きている。
以下にはアントリム県の主要な都市や著名な都市（町村）を掲載した。数字は人口であり、掲載順は人口の多い順である。
- ベルファスト（一部はダウン県にも属す、276,459人）
- リズバーン（一部はダウン県にも属す、71,465人）
- バリーメナ（28,717人）
- カリックファーガス（27,201人）
- アントリム（県都、20,001人）
- ラーン（27,201人）
- バリーマネー（9,021人）
- バリークレア（8,770人）
- ポートラッシュ（6,372人）
- ランデラスタウン（4,956人）
- クラムリン（4,259人）
- ブッシュミルズ（1,319人）
- ポートグルノーン（1,219人）

## 交通

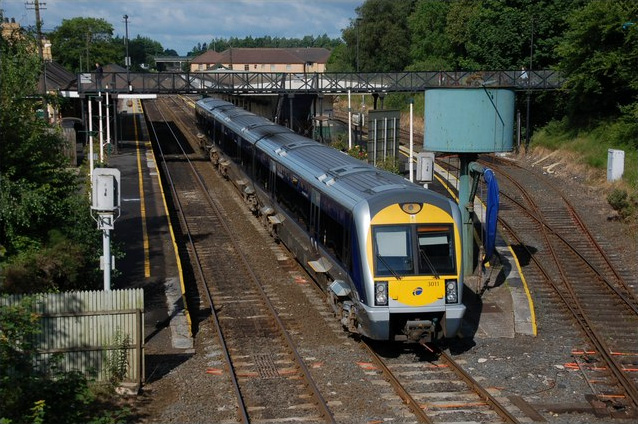
リズバーン駅

### 鉄道
県内には北アイルランド・トランスポート・ホールディング・カンパニー社が運営する鉄道「トランスリンク」が走っている。トランスリンクの主な路線として、ベルファストと、アントリム、バリーメナ、コールレーン、デリー（ロンドンデリー）を結ぶ路線、ベルファストと、カリックファーガス、ラーンを結ぶ路線がある。

### 航空
北アイルランドの主要な空港であるベルファスト国際空港がある。ベルファスト国際空港は滑走路をイギリス空軍のアルダーグローブ基地と共有している。ベルファスト市中心部にはジョージ・ベスト・ベルファスト・シティ空港（以前はベルファスト市空港だったが、地元出身のサッカー選手のジョージ・ベストの名にちなんで改名された）がある。

### 水運

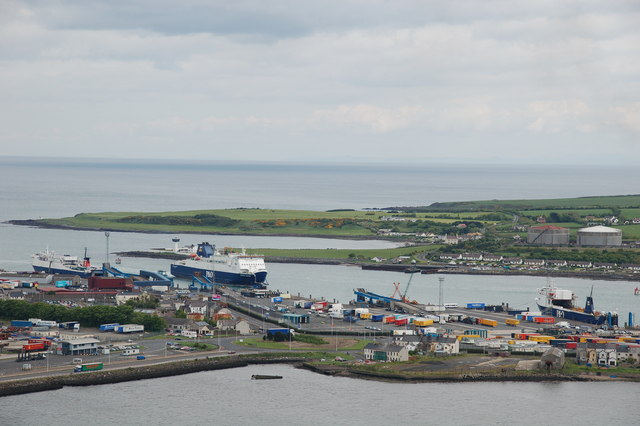
ラーン港

ベルファストとラーンには北アイルランドでも規模の大きい港がある。
ラーン港からは、スコットランドのトゥルーンとケアンリャン、イングランドのフリートウッドへの便が出ている。